# Passaporto sloveno
Il passaporto sloveno è un documento di identità rilasciato ai propri cittadini dalla Repubblica di Slovenia  per i loro viaggi fuori dall'Unione europea e dallo Spazio economico europeo
Vale come prova del possesso della cittadinanza slovena ed è necessario per richiedere assistenza e protezione presso le ambasciate slovene nel mondo.

## Caratteristiche
Il passaporto sloveno rispetta le caratteristiche dei passaporti dell'Unione europea.
La copertina è di colore rosso borgogna con lo stemma della Slovenia al centro, le scritte EVROPSKA UNIJA e subito sotto REPUBLIKA SLOVENIJA sopra lo stemma e la parola POTNI LIST in basso.
Nel passaporto biometrico compare anche l'apposito simbolo  
Ne esiste anche una versione per la minoranza linguistica italiana con tutte le scritte sulla copertina riportate in entrambe le lingue e la stessa cosa per la minoranza di lingua ungherese.